# Sonia Gandhi
Sonia Gandhi (tên khai sinh là Edvige Antonia Albina Maino; sinh ngày 9 tháng 12 năm 1946) là chính khách Ấn Độ sinh trưởng tại Ý, Chủ tịch Đảng Quốc Đại Ấn Độ (Đảng Quốc Đại) và là goá phụ cố Thủ tướng Ấn Độ Rajiv Gandhi. Bà từng là Chủ tịch Liên minh Tiến bộ Thống nhất kiểm soát Hạ viện (Lok Sabha) cho đến khi từ chức vào ngày 23 tháng 3 năm 2006. Năm 2004, bà được tạp chí Forbes chọn vào vị trí thứ ba trong danh sách những phụ nữ nhiều quyền lực nhất trên thế giới. Tuy nhiên, năm 2005, bà không còn được Forbes chọn vào danh sách này. Tháng 9 năm 2006, tên của Sonia Gandhi xuất hiện trở lại trong danh sách 100 phụ nữ quyền thế nhất thế giới, lần này bà đứng ở vị trí thứ 13 . Bà trở lại Quốc hội Ấn Độ trong cuộc bầu cử gần đây với 400.000 phiếu cách biệt, đại diện cho Rae Bareilly.

## Thiếu thời
Chào đời ở Lusiana, một ngôi làng nhỏ cách Vicenza 50 km, Edvige Antonia Albina Maino là con gái của Stefano và Paola Maino, lớn lên ở Orbassano, một thị trấn kế cận Torino, được nuôi dưỡng trong gia đình là giáo dân Công giáo Rôma và theo học tại một trường Công giáo. Cha của cô là một nhà thầu xây dựng, từng ủng hộ chế độ phát xít, qua đời năm 1983. Mẹ và hai người em gái vẫn sống trong vùng Orbassano.
Năm 1964, cô theo học Anh văn tại một trường ngôn ngữ ở Cambridge. Tại đây cô gặp Rajiv Gandhi, lúc ấy theo học tại Trường Trinity thuộc Đại học Cambridge (Anh). Họ kết hôn năm 1968, sau đó cô đến sống chung nhà với mẹ chồng, Indira Gandhi, khi ấy là Thủ tướng Ấn Độ đương chức.
Lúc đầu, cô không thích thức ăn và trang phục Ấn, và gây bất bình trong công luận khi cho chụp ảnh với bộ váy ngắn. Mãi đến năm 1983, Sonia Gandhi mới nhập quốc tịch Ấn. Rajiv và Sonia có hai người con, Rahul Gandhi (sinh năm 1970) và Priyanka Gandhi (1972).
Mặc dù gia tộc Gandhi dính líu sâu đậm vào chính trường Ấn (Indira Gandhi là con gái của Jawaharlal Nehru, từng là thủ tướng Ấn Độ), Sonia và Rajiv khước từ mọi hoạt động chính trị - Rajiv là phi công cho một hãng hàng không, còn Sonia lo việc nội trợ. Khi Indira bị loại khỏi chức vụ năm 1977 và khi Rajiv tiến vào chính trường năm 1982, Sonia vẫn tiếp tục chăm sóc gia đình và tránh mọi cuộc tiếp xúc với công chúng.
Trong nhiệm kỳ 5 năm của Rajiv Gandhi xảy ra vụ tai tiếng Bofors, trong đó một doanh nhân người Ý, Ottavio Quattrocchi, bị nghi ngờ liên can, là bạn của Sonia Gandhi và từng đến tư dinh của thủ tướng.

## Sonia và chính trường Ấn Độ
Sau khi Rajiv Gandhi bị ám sát vào ngày 21 tháng 5 năm 1991, các thành viên của đảng Quốc Đại kêu gọi Sonia tham gia chính trường nhưng bà từ chối, P. V. Narasimha Rao được chọn làm lãnh tụ đảng, và sau đó trở nên thủ tướng. Sau cùng, bà quyết định bước vào chính trường ngay trước cuộc tổng tuyển cử năm 1998, chính thức đảm nhiệm chức vụ chủ tịch đảng Quốc Đại và đắc cử vào quốc hội năm 1999 và trở nên lãnh tụ phe đối lập ở Lok Sabha (Hạ viện) khoá 13.
Trong chiến dịch tranh cử, các đối thủ (thuộc Đảng Bharatiya Janata - BJP) nhấn mạnh đến sinh quán ngoại quốc của bà cũng như việc bà không chịu vào quốc tịch Ấn suốt 15 năm sau khi kết hôn và bà không thông thạo tiếng Hindi, hoặc các ngôn ngữ khác của Ấn Độ, mặc dù bà tự nhận đã "là người Ấn tự trong đáy lòng vào ngày trở nên con dâu của Indira Gandhi". Tháng 5 năm 1999, Sonia đề nghị từ nhiệm khỏi cương vị lãnh đạo đảng Quốc Đại sau khi ba nhà lãnh đạo kỳ cựu của đảng (Sharad Pawar, Purno A. Sangma và Tariq Anwar) đặt vấn đề về quyền tranh cử thủ tướng của bà, vì bà không sinh ra ở Ấn Độ cũng không mang dòng máu Ấn.
Trong cuộc tổng tuyển cử năm 2004, Sonia phát động chiến dịch vận động toàn quốc, du hành khắp nơi trong nước với khẩu hiệu Aam Aadmi (thường dân) đối nghịch với khẩu hiệu "Ấn Độ toả sáng" của Liên minh Dân chủ Dân tộc do BJP lãnh đạo. Sau chiến thắng của đảng Quốc Đại, Sonia được xem là nhân vật có triển vọng nắm giữ chức thủ tướng. Ngày 16 tháng 5, bà được chọn lãnh đạo chính phủ liên hiệp 15 chính đảng gọi là Liên minh Tiến bộ Thống nhất (UPA).

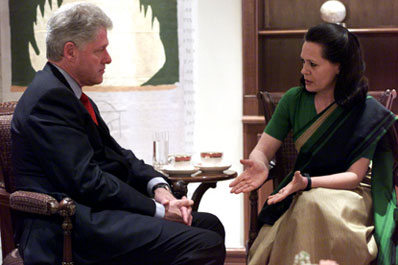
Sonia Gandhi hội kiến với Bill Clinton, năm 2000

Tuy vậy, quốc hội bị phân hoá trầm trọng, và mặc dù là thành phần lớn nhất trong quốc hội, UPA không thể bảo đảm thế đa số nên phải phụ thuộc vào sự ủng hộ của các đảng cánh tả để thành lập chính phủ. Sau những tranh cãi dữ dội về nguồn gốc nước ngoài của bà, Gandhi từ chối quyền lãnh đạo Đảng Quốc Đại tại Lok Sahba, vị trí cần có để trở thủ tướng Ấn Độ.
Cùng lúc, một số thành viên trong Liên minh Dân chủ Dân tộc - nổi bật là Subramaniam Swamy và Sushma Swaraj - tuyên bố có luận cứ pháp lý để ngăn cản Sonia Gandhi nắm giữ chức vụ thủ tướng, ngay cả tranh cử vào quốc hội, trưng dẫn điều 5 của Luật Quyền Công dân năm 1955. Luận cứ này bị phản bác bởi những người khác, cuối cùng được đem ra trước Tối cao Pháp viện Ấn Độ. Toà Tối cao bác bỏ luận cứ, đồng thời không chấp nhận những cáo buộc cho rằng khi ra tranh cử Gandhi đã man khai về việc tốt nghiệp Đại học Cambridge.
Ngày 18 tháng 5, một ngày trước lễ nhậm chức, trong một động thái chính trị ranh mãnh (theo những người đả kích) hoặc một hành động hợp lẽ (theo những người ủng hộ) nhằm tránh xảy ra một sự phân hoá về ý thức hệ, Sonia đề cử Tiến sĩ Manmohan Singh vào chức vụ thủ tướng. Singh từng là bộ trưởng tài chính trong chính phủ Quốc đại của Rao và được xem là kiến trúc sư trưởng cho những cải cách kinh tế của Ấn Độ tiến hành từ đầu thập niên 1990. Vốn có tiếng là không có tham vọng chính trị, Rao lại có mối quan hệ hữu hảo với Sonia Gandhi, những nhân tố đã giúp đặt ông vào ghế thủ tướng. Sonia vẫn duy trì vị trí lãnh đạo phe đa số và chủ tịch đảng Quốc Đại tại Quốc hội. Những dàn xếp này giúp bà duy trì quyền kiểm soát đảng và đối phó với những tranh chấp trong chính phủ liên hiệp trong khi trao việc điều hành đất nước vào tay Manmohan Singh.
Juyoti Basu, cựu thủ hiến tiểu bang Tây Bengal, có mặt trong buổi họp quyết định nhân sự cho ghế thủ tướng, thuật lại rằng do lo sợ cho tính mạng của mình, Gandhi không muốn nhận chức thủ tướng.
Ngày 23 tháng 3 năm 2006, Sonia Gandhi tuyên bố từ chức khỏi Lok Sabha và Chủ tịch Hội đồng Tư vấn Quốc gia. Tháng 5 năm 2006, bà tái đắc cử từ đơn vị bầu cử Rae Bareilly.

## Gia đình
Con trai của Sonia Gandhi, Rahul Gandhi, đắc cử vào Quốc hội năm 2004, nhiều người xem ông đương nhiên là người thừa kế quyền lãnh đạo đảng Quốc dân Đại hội. Mặc dù không ra tranh cử, Priyanka Gandhi-Vadra vẫn thường được nhắc đến bởi các phương tiện truyền thông. Sonia và các con của bà không gần gũi với Maneka Gandhi, goá phụ của Sanjay Gandhi, em trai của Rajiv, và con trai của Sanjay, Varun Gandhi. Hai người này đang là thành viên của đảng Bharatiya Janata.

## Tác phẩm
Sonia Gandhi đã viết hai cuốn sách: Rajiv và Thế giới của Rajiv. Bà cũng biên tập quyển Người Con gái của Tự do và Two Alone, Two Together (gồm những bức thư giữa Jawaharlal Nehruj và con gái ông, Indira Gandhi, từ năm 1922 đến 1964).